# MOSFET de potència

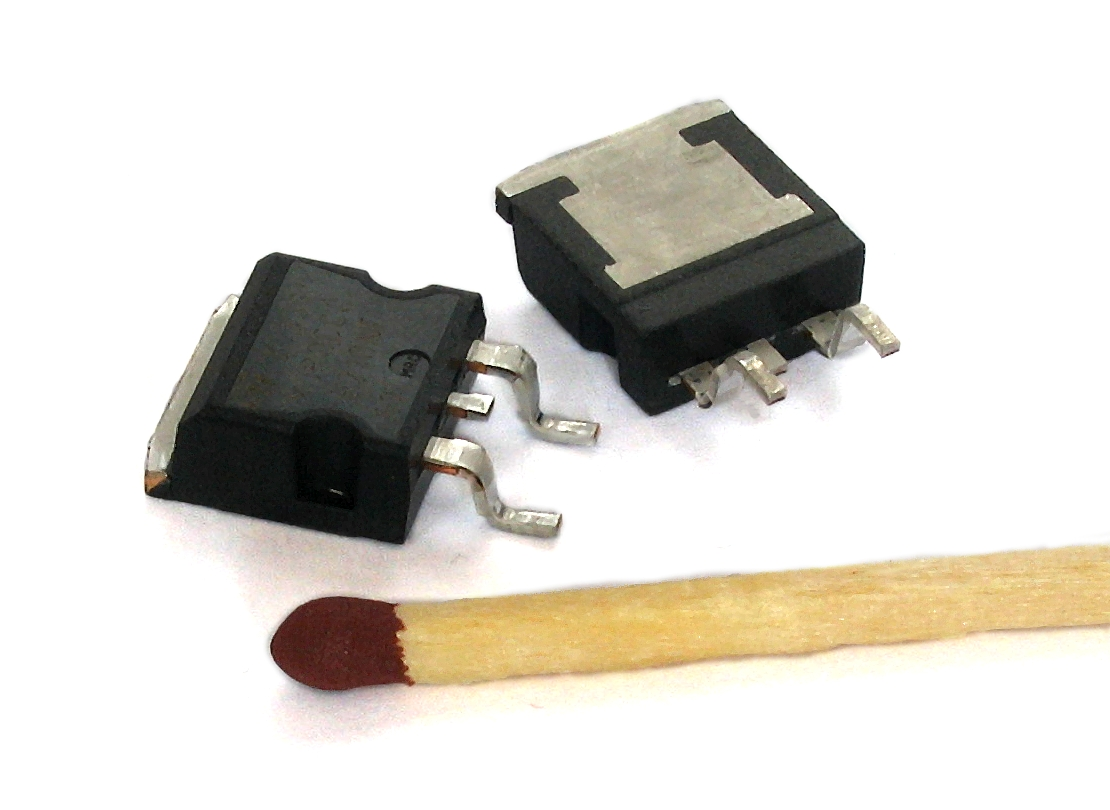
Dos MOSFET en encapsulat D2PAK. Aquests són de 30 A, 120 V cadascun.

Un MOSFET de potència és un tipus específic de transistor d'efecte de camp d'òxid metàl·lic i semiconductor (MOSFET) dissenyat per gestionar nivells de potència significatius. En comparació amb els altres dispositius semiconductors de potència, com ara un transistor bipolar de porta aïllada (IGBT) o un tiristor, els seus avantatges principals són l'alta velocitat de commutació i una bona eficiència a baixes tensions. Comparteix amb l'IGBT una porta aïllada que facilita la conducció. Poden estar subjectes a un guany baix, de vegades fins al punt que la tensió de la porta ha de ser superior a la tensió controlada.

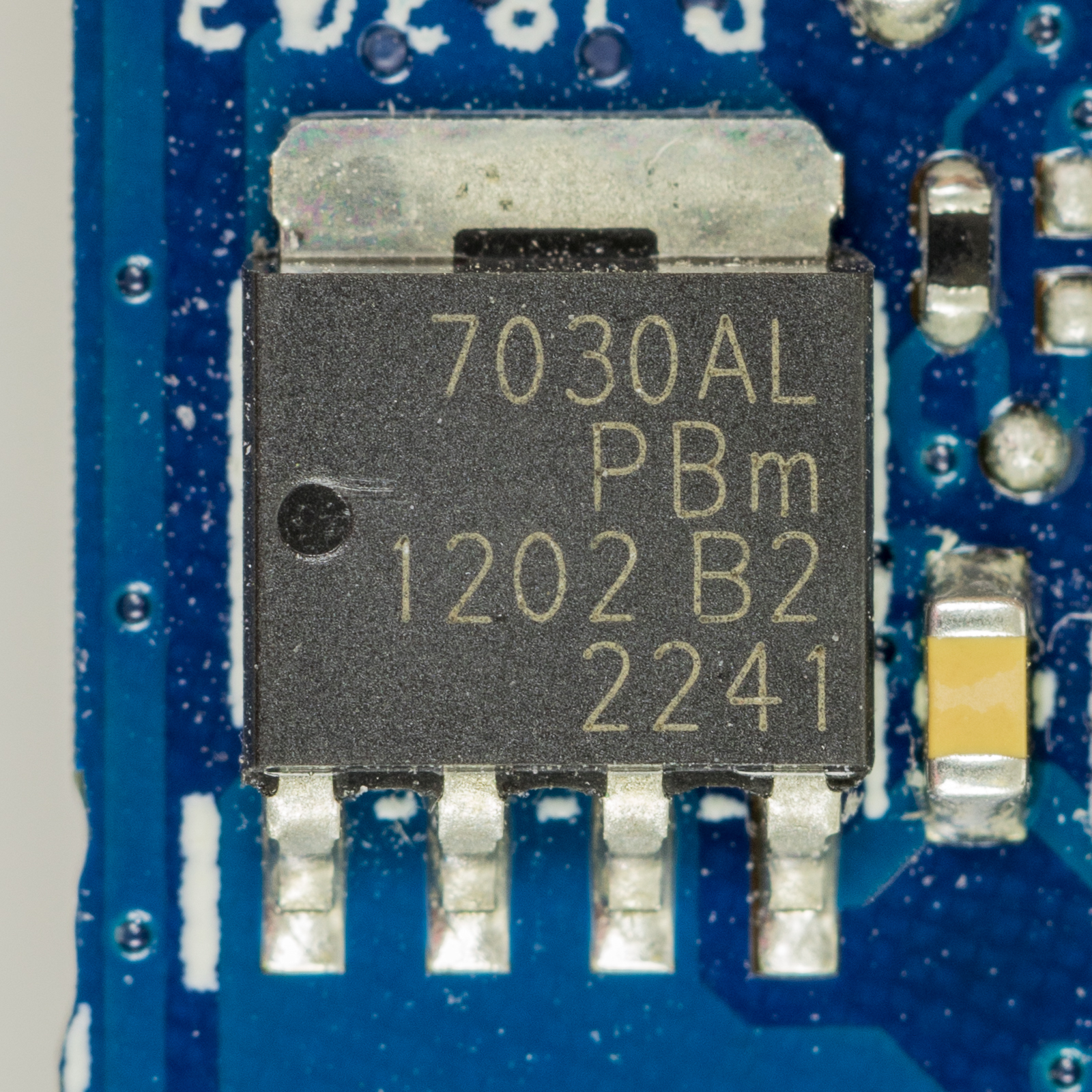
NXP 7030AL - FET de nivell lògic TrenchMOS de canal N, soldat a PCB.

El disseny de MOSFET de potència va ser possible gràcies a l'evolució de la tecnologia MOSFET i CMOS, utilitzada per a la fabricació de circuits integrats des dels anys 60. El MOSFET de potència comparteix el seu principi de funcionament amb el seu homòleg de baixa potència, el MOSFET lateral. El MOSFET de potència, que s'utilitza habitualment en electrònica de potència, es va adaptar del MOSFET estàndard i es va introduir comercialment a la dècada de 1970.

Fig. 1: Secció transversal d'un VDMOS, mostrant una cel·la elemental. Tingueu en compte que una cel·la és molt petita (d'uns micròmetres a unes desenes de micròmetres d'ample) i que un MOSFET de potència està compost per diversos milers d'ells.

El MOSFET de potència és el dispositiu semiconductor de potència més comú del món, a causa de la seva baixa potència d'accionament de la porta, velocitat de commutació ràpida, fàcil capacitat de paral·lelització avançada, ample de banda ampla, robustesa, conducció fàcil, polarització senzilla., facilitat d'aplicació i facilitat de reparació. En particular, és el de baixa tensió més utilitzat (menys de 200 V) interruptor. Es pot trobar en una àmplia gamma d'aplicacions, com ara la majoria de fonts d'alimentació, convertidors de CC a CC, controladors de motor de baixa tensió i moltes altres aplicacions.
A la dècada de 1970 s'havien explorat diverses estructures, quan es van introduir els primers MOSFET de potència comercials. No obstant això, la majoria d'ells s'han abandonat (almenys fins fa poc) a favor de l'estructura MOS Vertical Diffused (VDMOS) (també anomenada MOS Double-Diffused o simplement DMOS) i l'estructura LDMOS (MOS difusa lateralment).
Els MOSFET de potència (inclosos DMOS, LDMOS i VMOS) s'utilitzen habitualment per a una àmplia gamma d'altres aplicacions.
Els LDMOS són MOSFET de potència amb una estructura lateral. S'utilitzen principalment en amplificadors de potència d'àudio de gamma alta, i amplificadors de potència de RF en xarxes cel·lulars sense fil, com ara 2G, 3G, 4G i 5G. El seu avantatge és un millor comportament a la regió saturada (corresponent a la regió lineal d'un transistor d'unió bipolar) que els MOSFET verticals. Els MOSFET verticals estan dissenyats per a aplicacions de commutació, de manera que només s'utilitzen en estats On o Off.